# Kazimierz Bartel
Kazimierz Władysław Bartel (poljska izgovorjava [kaˈʑimjɛʂ fwaˈdɨswav ˈbartɛl]; angleško Casimir Bartel), poljski matematik, učenjak, diplomat in politik, * 3. marec 1882, Lemberg, Kraljevina Galicije in Lodomerije, Avstro-Ogrska (sedaj Lvov, Ukrajina), † 26. julij 1941, Lemberg, Generalna vlada.
Bartel je bil 15., 17. in 19. predsednik vlade Poljske trikrat med letoma 1926 in 1930 ter senator Poljske od leta 1937 do izbruha 2. svetovne vojne.
Med letoma 1919 in 1920 so ga imenovali za ministra za železnice, v letih 1922–1930 je bil član poljskega Sejma. Po majskem državnem udaru Józefa Piłsudskega leta 1926 je postal predsednik vlade in to mesto opravljal v treh prekinjenih mandatih: 1926, 1928–29, 1929–1930. Bil je podpredsednik vlade med letoma 1926–1928 in minister za verska prepričanja in javno razsvetljenje, ko je Piłsudski sam prevzel mesto predsednika vlade, vendar pa je bil Bartel v tem obdobju dejansko »de facto« predsednik vlade, saj se Piłsudski ni ukvarjal z dnevnimi funkcijami kabineta in vlade.
Leta 1930 se je Bartel po opustitvi politike vrnil na univerzo kot profesor matematike. Leta 1930 je postal rektor Politehnike v Lvovu in kmalu prejel častni doktorat ter članstvo v Poljskem matematičnem združenju. Leta 1937 so ga imenovali za poljskega senatorja in to funkcijo je opravljal do 2. svetovne vojne.
Po sovjetski invaziji in okupaciji vzhodne Poljske so mu dovolili nadaljevati predavanja na Politehniki. Leta 1940 so ga poklicali v Moskvo in mu ponudili mesto v sovjetskem parlamentu.
30. junija 1941 je med operacijo Barbarossa nemški Wehrmacht vstopil v Lvov in začel preganjati krajevno inteligenco. Dva dni kasneje je Gestapo zaprl Bartla in mu ponudil najvišje mesto v poljski marionetni vladi. Njegovo končno zavrnitev nemških pogojev so Nemci vzeli kot dejanje izdaje. Po ukazu Heinricha Himmlerja so Bartla umorili 26. julija 1941, kmalu po koncu pokola lvovskih profesorjev.

## Zgodnje življenje in študij
Rodil se je kot sin Michała Bartla in Amalie Chadaczek. Odraščal je v delavski družini in končal osnovno šolo v Striju. Njegov oče železničar je Bartla zaposlil kot vajenca monterja, ki je poučeval na obrtni šoli. To je Bartlu omogočilo nadaljevanje formalnega izobraževanja, medtem ko je delal kot vajenec.
Po končani srednji šoli leta 1901 je Bartel študiral mehaniko na Politehniki v Lvovu na Oddelku za strojništvo. Diplomiral je z odliko leta 1907 in kmalu začel delati za svojo alma mater kot asistent pri opisni geometriji Placyda Zdzisława Dziwinskega. Od leta 1908 do 1909 je študiral tudi matematiko in filozofijo na Frančiškanski univerzi v Lvovu in na Univerzi Ludwiga Maximiliana v Münchnu. Štipendija za potovanje v München mu je omogočila obiskovati predavanja o umetnostni zgodovini Karla Dochlemanna in matematiki Aurela Vossa in Alfreda Pringsheima.
Vrnil se je na Politehniko in leta 1909 pridobil naziv doktorja tehniških znanosti. Njegova disertacija O produktu involucijskih vrst in šopov (O utworach szeregów i pęków inwolucyjnych) mu je omogočila, da je postal eden prvih imetnikov takšnega doktorata v Avstro-Ogrski. Leta 1912 je habilitiral z nalogo O ravninskih produktih involucije četrte stopnje ničelne vrste (O płaskich utworach inwolucji stopnia czwartego szeregu zerowego), nato pa je prejel naziv izrednega profesorja. Postal vodja opisne geometrije po upokojitvi Mieczysława Łazarskega leta 1911 zaradi slepote. Bartel je leta 1917 pridobil naziv profesorja matematike na Politehniki v Lvovu.
Med 1. svetovno vojno so ga vpoklicali v Avstro-ogrsko vojsko, po razpadu Avstro-Ogrske leta 1918 pa se je vrnil v Lvov, ki je postal del novoustanovljene Druge poljske republike. Leta 1919 se je kot poveljnik železniških čet boril pri obrambi mesta pred ukrajinskim obleganjem. Medtem je napisal svoj prvi učbenik o opisni geometriji ter se spoprijateljil in pozneje podpiral bodočega poljskega voditelja, maršala in vrhovnega poveljnika Józefa Piłsudskega. Od maja 1919 je opravljal funkcijo upravnika Uprave in društva za gradnjo oklepnih vlakov. Zaradi številnih uspehov na tem področju ga je predsednik vlade Leopold Skulski imenoval za ministra za železniški sistem Republike Poljske. Bartel se je srečal z drugimi pomembnimi in vplivnimi politiki in diplomati, predvsem s predsednikoma vlade Wincentyjem Witosom in Władysławom Grabskim. Po poljsko-sovjetski vojni leta 1920 so ga imenovali za podpolkovnika in je bil prepuščen vodji železniških rezervnih častnikov in milice Lvova. Po oboroženem spopadu je bil odlikovan s srebrnim križem vojaškega reda Virtuti Militari, poljskim odlikovanjem za hrabrost.
Leta 1921 je Bartel šest mesecev potoval po muzejih in galerijah v Franciji, Italiji, Švici in Avstriji, da bi raziskoval umetnost. Večino svojih počitnic je preživel prav tako zaradi zanimanja, ki izhaja iz Dochlemannovih predavanj. Za to svoje zanimanje je zbral dober osebni arhiv zapiskov in fotografij.

## Politična in diplomatska kariera
Leta 1922 so Bartla izvolili za člana poljskega Sejma (parlamenta) in je bil na tem položaju do leta 1929. Sprva je bil član stranke PSL »Osvoboditev«, vendar ni bil zadovoljen z radikalizacijo skupine. Marca 1925 se je na kongresu Poljske ljudske stranke odločil, da bo med drugim sprejel prenovo brez odškodnine. Sčasoma je aprila 1925 zapustil stranko in organizacijo, skupaj z Marianom Zyndram-Kościałkowskim in Bolesławom Wysłouchom ter kasneje ustanovil parlamentarni »Delavski klub«. Ta organizacija je hitro prišla pod neposreden vpliv vrhovnega poveljnika Józefa Piłsudskega. Tik pred majskim državnim udarom leta 1926 je Bartel od maršala Piłsudskega prejel ukaz, naj se pripravi na prevzem položaja predsednika vlade po pričakovanem padcu predsednika Stanisława Wojciechowskega in njegove vlade.

### Prvi mandat, prva vlada (1926)
15. maja 1926, po odstopu vlade pod vodstvom Wincentyja Witosa in predsednika Wojciechowskega po majskem državnem udaru, je  maršal Sejma in vršilec dolžnosti državnega voditelja Maciej Rataj Bartla imenoval za predsednika vlade Druge poljske republike, vendar je Bartel pozneje v inavguracijskem govoru izjavil, da bo na čelu vlade le do izvolitve novega predsednika. Verjetno je na njegovo odločitev vplivalo dejstvo, da je imel težave z ledvicami in želodcem ter ga nenehno boli. Eden od članov parlamenta je izjavil: »Bil je vesel in ambiciozen človek, a vedno v bolečini. Celo njegovi nasprotniki v Sejmu so priznali, da je v osebnih odnosih izjemno težko ne biti naklonjen človeku, kot je Bartel. Kot predsednik vlade je skušal pomagati vsem možem, tudi moškim in ženskam, ki so nasprotovali njegovi politiki in vladi, vendar si ni mogel pomagati, kar je pripeljalo do njegovega zgodnjega padca v politiki in diplomaciji Poljske republike. Bil je šibke postave in šibkega zdravja ter bi težko naredil dober vtis na javnost, zlasti na socialiste ali komuniste na vzhodu, zato zaradi tega ne bi bil vpliven predsednika vlade ali diplomat, ki podpira demokracijo.«
Novo Bartlovo vlado so večinoma sestavljali ljudje, ki niso bili povezani s političnimi strankami (štirje od teh politikov so že bili na ministrskih položajih). Bartla so označili kot ideološko sredinskega: novoustanovljeni premierski urad so zasedli tako desni kot levi voditelji. Bartel je sam prevzel predsedništvo vlade, Piłsudski pa vojno ministrstvo. Takšen sistem je razburkal predvsem Poljsko socialistično stranko, ki je podprla majski državni udar. 16. maja 1926 je predsednik vlade Bartel podal izjavo, v kateri je izpostavil načela svoje politike. Dejal je, da je vlada prevzela oblast v skladu z zakonom, brez poseganja v ustavni red. Pozval je tudi k miru, trdemu delu in predanosti poljskemu narodu. Hkrati je obljubil takojšnjo odstranitev nesposobnih in skorumpiranih politikov z vseh visokih položajev, ki bi lahko negativno vplivali na prihodnjo gospodarsko rast Druge poljske republike. Bartlov najbližji osebni svetovalec v politiki in diplomaciji je bil maršal Józef Piłsudski, ki je bil naklonjen novemu predsedniku vlade.
Bartel je predlagal, da bi za mesto državnega voditelja (predsednika) postal kandidat Ignacy Mościcki, ki je bil tudi profesor na Politehniki v Lvovu. Bartlova prva vlada je bila ena najdejavnejših v zgodovini Poljske – politiki in poslanci so se zbirali vsak drugi dan in občasno vsak dan, da bi razpravljali o političnih zadevah. 4. junija 1926 so Ignacyja Mościckega izvolili za predsednika Druge poljske republike in Bartel je odstopil skupaj s celotnim kabinetom, vendar ga je predsednik Mościcki kmalu po imenovanju ponovno imenoval za predsednika vlade.

### Druga in tretja vlada (1926)
8. junija 1926, tri dni po imenovanju Mościckega, je Bartel sestavil svoj drugi kabinet. Istega dne je Józef Piłsudski na glavno pisarno poslal pismo, v katerem je orisal pogoje za ponovni vstop v parlament. Po drugi izvolitvi se je Bartel osredotočil predvsem na obnovitev odloka na osnovi organizacije najvišjih vojaških oblasti z dne 7. januarja 1921, ki omogoča svobodno vodenje vojnega ministrstva brez glasovanja vlade in parlamenta. 9. junija 1926 so odlok uradno obnovili, vendar so sprejeli še en odlok, ki je povečal oblast predsednika ali državnega voditelja nad ministrstvom. Bartel se je srečal s predstavniki poslanskih klubov in v pogovoru z njimi izpostavil svojo zavezanost parlamentarnemu sistemu, izpostavil pa je tudi bolj zaskrbljujočo temo – gospodarski razvoj države. Na zasebnem srečanju s senatorji je izpostavil svojo odločnost in angažiranost v boju proti birokraciji, uvedbi apolitične vojske in odpravi Ministrstva za javna dela. Nazorno je izjavil, da pred majskim prevratom ni bilo demokracije in da Poljski vladajo oligarhija, plemiči in vplivni voditelji bogatih zasebnih klubov in strank.
Privrženci Bartla in njegove vlade so poudarjali njegovo učinkovitost pri vodenju države. Njegovi nasprotniki pa so ga videli kot orodje za omejevanje vloge poljskega parlamenta in mu očitali namerno diktaturo in nadzor nad ministri na njegovih »zasebnih parlamentarnih zasedanjih«, imenovanih Bartlov parlament (Sejm Bartlowy). Bartla so imenovali za predsednika vlade, ko je maršal Piłsudski poskušal vzpostaviti stik z uporniškimi senatorji in člani Sejma. Sam Bartel je veljal za predstavnika liberalnih tendenc v stranki in predstavnika gibanja Sanacija. Sicer sta mesto vodje vlade (predsednika vlade) prevzela Kazimierz Świtalski ali Walery Sławek, oba pa sta veljala za brezkompromisna zagovornika spora s parlamentom.
Bartlova vlada je prispevala k izrazitemu izboljšanju uprave, čemur so botrovale predvsem organizacijske sposobnosti in znanje predsednika vlade. Ustvaril je učinkovit sistem delovanja vlade v povezavi s Sejmom in uradniki nižjega ranga: »Ministri prejšnjih vlad so se na splošno imeli za avtonomne vladarje, kar je vplivalo na zasebne interese članov različnih strank, ki so bile odgovorne. Kazimierz Bartel ni bil nikoli osredotočen na nobene politične vezi in prijateljstva. Uradniki predsednika vlade so morali potrditi učinkovitost vsakega ministrstva. Vsak minister je bil odgovoren za delovanje svojega urada in ministri se niso mogli ukvarjati s političnimi dejavnostmi. Svoj govor v parlamentu o kateri koli temi je moral predložiti besedilo predsedniku vlade samemu v potrditev. Bartel je zahteval takšne postopke od vsakega ministra in senatorja svojega kabineta in osebno pripravljal dnevni red za vsako sejo vlade ter prepovedal razpravo o kateri koli temi brez njegovega dovoljenja ali soglasja.«
Bartel je tudi poskušal izboljšati položaj poljskih Judov in judovske manjšine po državi. Odločen je bil odpraviti ostanke predpisov iz časov ruskega imperatorja Nikolaja II. in Kongresne Poljske, osredotočenih na preganjanje verskih manjšin, predvsem Judov in Romov. Bartlov kabinet je sporočil, da je proti takšnim nečloveškim postopkom in dejanjem, leta 1927 pa je predsednik vlade dovolil sprejeti zakon, ki uradno priznava in podeljuje pravice judovskim skupnostim. Bartel je bil tudi proti uveljavljanju nekaterih zakonov glede narave gospodarskih sankcij, naloženih Judom.
2. avgusta 1926 je parlament sprejel amandma k ustavi (»avgustovska novela«), s katerim je bistveno okrepil vlogo predsednika. Krščanskodemokratska stranka je 20. septembra 1926 sprožila glasovanje proti dvema ministroma v Bartlovi vladi: Antoniju Sujkowskemu in Kazimierzu Młodzianowskemu. Stranka jim je očitala politične čistke v državni upravi. Na koncu je vlada sprejela glasovanje, zaradi česar sta morala Bartel in njegov kabinet odstopiti, vendar je maršal Piłsudski ukazal predsedniku Mościckemu, naj Bartla imenuje za predsednika vlade. Tudi tokrat ni bilo v nasprotju z ustavo, vendar so protiparlamentarni govorci in socialistični politiki, zmedeni zaradi pogostih menjav uprave in vlade, grozili Sejmu in celo predlagali upor ali nov državni udar. Zaradi konflikta je Bartlov tretji novi kabinet trajal le štiri dni.
Svet je imel 30. septembra v palači Belweder v Varšavi sejo v delovni sobi, na kateri so sklenili razpustiti tretjo vlado. Zato je Bartel prejel dokument o tej temi, ki je za svojo veljavnost zahteval podpis predsednika Mościckega. Medtem je senat takoj zahteval, da parlament sprejme politiko zmanjševanja proračuna, ki jo je predlagal zgornji dom. Bartel je predsedniku Sejma Macieju Rataju dejal, da bo v takšni situaciji odlok osebno odnesel Mościckemu in ga prosil za podpis. Potem ko je Sejm sprejel politiko zmanjšanja proračuna, je Bartel prispel v zasebno rezidenco Mościckega, a Mościcki na njegovo presenečenje ni hotel podpisati dokumenta, ki dovoljuje razpustitev. Namesto tega je Bartlu odredil odpoved delovnega razmerja. Bartel je bil ponovno prisiljen odstopiti, vendar bi tokrat njegov kabinet ostal nedotaknjen, njegovo mesto pa bi zasedel sam maršal. Nekdanji predsednik vlade je bil zelo zagrenjen nad takšnim razpletom dogodkov, kljub temu da se je strinjal z načrti Piłsudskega in Rataja. V njej je maršal opozoril, da v nasprotju s prejšnjo vlado ne bo »tekmoval« z ministri in bo, če bo treba, uporabil silo, če člani ne bodo pristali na njegovo radikalno politiko.

### Sodelovanje s svetom Piłsudskega
Po njegovem odstopu naj bi Bartel postal podpredsednik vlade in minister za veroizpovedi in javno razsvetljenost v zasebnem svetu Piłsudskega, ki je deloval v primeru kakršnega koli nepričakovanega konflikta s trenutno delujočo vlado. Maršal svojemu kabinetu ni posvečal veliko pozornosti, osredotočil se je predvsem na vojaško in zunanjo politiko. Bartel naj bi nadomestil maršala in prevzel njegove dolžnosti v primeru odsotnosti ter postal predsednik Sejma. Kot predstavnik vlade je pogosto govoril o proračunskofinančnih zadevah. Te teme so bile morda glavni predmet spora med »piłsudskisti« in parlamentarno opozicijo.
Po volitvah marca 1928 se je Piłsudski odločil, da je treba Bartla imenovati na mesto predsednika Sejma. 27. marca je »Nestrankarski blok za sodelovanje z vlado« (BBWR), navidezno nepolitična organizacija, ki je obstajala od leta 1928 do 1935, tesno povezana s Piłsudskim in njegovim gibanjem Sanacija, razglasila Bartlovo kandidaturo. Toda načrt Piłsudskega, da bi Bartla postavil na čelo Sejma in ga imenoval za maršala predsednika, ni uspel, ker so se senatorji in člani parlamenta odločili, da namesto tega za maršala Sejma izberejo Ignacyja Daszyńskega iz Poljske socialistične stranke. Protestno so po izidu glasovanja člani in simpatizerji parlamentarne stranke BBWR zapustili dvorano.
Leto 1928 je zaznamovalo tudi izid njegove prve knjige Perspektywa Malarska. Obravnavala je osnovno teorijo perspektive in njeno razširitev na arhitekturo in umetnost. Izdala jo je Książnica-Atlas, založba v Lvovu, ki je priskrbela negative za nemški prevod v izdaji založbe B. G. Teubner leta 1934.

### Drugi mandat (1928–1929)
Takoj ko so sestavili novo vlado brez Bartla na čelu, je odstopil Piłsudski, ki je začasno opravljal funkcijo predsednika vlade države. Odločil pa se je, da bo njegov položaj prevzel Bartel, ki je  veljal za njegovega najbolj zaupanja vrednega in najzvestejšega prijatelja in podpornika med člani stranke, čeprav je bila ta zamenjava le formalna – Bartel je bil že odgovoren za vodenje tekočega dela Sveta ministrov, tudi če ni bil vodja kabineta. Odločitev Piłsudskega je močno razjezila senatorje parlamenta, ki so svojo jezo preprosto izkazovali z neudeležbo na sejah in zasedanjih Sejma. Nekateri politiki so si drznili celo metati pokvarjeno hrano v ministre, ki so zapuščali volilno dvorano. Razmere so se v naslednjih mesecih poslabšale in nekateri ministri so izrazili zaskrbljenost glede svoje varnosti, saj so nekateri protestniki, pogosto sestavljeni iz običajnih državljanov, delujočih v imenu stranke, običajno fizično zlorabljali uradnike, ki so potovali od svojih domov do novozgrajene vladne stavbe na Ulici Wiejska v Varšavi. Podobni dogodki so se zgodili med inavguracijo prvega predsednika Druge poljske republike Gabriela Narutowicza  decembra 1922. Politikom in ministrom so svetovali, naj potujejo s stražarji, policijo ali vsaj z orožjem, s katerim bi se lahko branili, vendar je morda uporaba orožja okrepila enotnost opozicije in demonstrantov, ki bi to lahko uporabili kot dejanje nasilja nad navadnimi ljudmi in kršitev socialne demokracije.
Po začetku »afere Czechowicz«, v kateri je opozicija odkrila, da je minister za finance Gabriel Czechowicz, velik občudovalec Piłsudskega, namenil 8 milijonov poljskih zlotov iz državnega proračuna za kampanjo BBWR med letoma 1927 in 1928. 12. februarja 1929 so člani gibanja proti Sanaciji zahtevali, da se tako Czechowicza kot Bartla postavi pred državno sodišče. V znak protesta proti tej odločitvi je Bartel novinarje obvestil o svoji nameri odstopa. Izjavil je tudi, da je po njegovem mnenju afero Czechowicz povzročil parlament in njegovi senatorji, ne pa dejanja enega politika. 13. aprila 1929 je Bartel svoji vladi ukazal, naj odstopi. Zamenjal ga je Świtalski, trmasti in samovšečni človek, ki je veljal za vzrok neizprosnega boja s parlamentarno opozicijo. Naslednje mesece so zaznamovali spori med novo oblikovano vlado in Sejmom. Novi Bartlov kabinet je začel delovati 5. novembra 1929, vendar je bila njegova prva seja decembra po ukazu predsednika Mościckega. Po tem je parlament izglasoval nezaupnico kabinetu Świtalskega. Bartel je ponovno postal predsednik vlade.

### Tretji mandat (1929–1930)
29. decembra 1929 so Bartla tretjič izbrali za predsednika vlade in sestavil je svojo peto vlado in kabinet, vendar je svoje naloge opravljal z velikimi negotovostmi, predvsem zaradi slabega zdravja. Imel je bolezen ledvic in so mu s pomočjo Tadeusza Pisarskega, urologa, s katerim se je spoprijateljil med njunim vpoklicem v vojsko, naredili ureterolitotomijo. Trpel je tudi za depresijo in tesnobo, verjetno zaradi nenehnih sporov s Sejmom in njegovimi senatorji. 10. januarja se je pojavil na srečanju s člani parlamenta, kjer je izjavil, da je pripravljen sodelovati s senatorji in Sejmom, in rekel: »Prihajam z dobro voljo in odločnostjo, gospodje!« Sprva mu je uspelo vzpostaviti sodelovanje s Sejmom, kar je privedlo do stabilizacije celotne situacije in konflikta. Kasneje pa so se odnosi med vlado in parlamentom znova zaostrili. Vrhunec drugega spora je bila zahteva za izglasovanje nezaupnice ministru za delo in socialno varstvo Aleksandru Prystorju. To je bilo storjeno predvsem na pobudo Poljske socialistične stranke, ki jo je vodil Daszyński, in njegovih podpornikov, kot je Bolesław Limanowski, poljski socialistični politik, zgodovinar, novinar in zagovornik agrarizma, ki je bil najstarejši član poljskega senata do svoje smrti leta 1935 v starosti 99 let.
12. marca je imel Bartel govor v Senatu, v katerem je ostro napadel senatorje, ki »niso bili sposobni izpolniti zadanih nalog za nadzor nad državo in da je njihova trma in ponos nase osupljiv udarec tako gospodarstvu kot oolitiki Poljske.« Navedel je še, da je »biti poslanec poklic. Od poslancev ne zahteva pridobivanja kakršnih koli veščin in ustvarjanja novih škodljivih kampanj, temveč le poslušnost vladajoči stranki. Človek, osredotočen le na delo in kariero, pogosto postane človek v konfliktu z drugimi, kar ima za seboj dolge politične posledice.« Bartel je menil, da gre pri nezaupnici enemu članu Senata za pomanjkanje podpore celotne vlade. 15. marca 1930 se je odločil zapustiti pisarno in predsednik je naslednji dan sprejel njegov odstop. Kmalu je odstopil tudi s poslanskega stolčka in zapustil politiko. Za novega predsednika vlade Poljske so imenovali Sławka.

## Postkandidatura in vrnitev na univerzo
Po umiku iz političnega življenja se je vrnil na Politehniko. Istega leta so ga izvolili za rektorja univerze in to funkcijo opravljal v študijskem letu 1930/1931. Prejel je tudi častni doktorat in članstvo v Poljski akademiji znanosti. V letih 1930–1932 je bil predsednik Poljskega matematičnega društva. V tem času je objavil svoja najpomembnejša dela, med njimi tudi vrsto predavanj o perspektivi evropskega slikarstva. To je bila prva tovrstna publikacija na svetu. Med svojim delom na Politehniki je izrazil ostro nasprotovanje načrtom, osredotočenim na uvedbo klopnega geta za študente judovskega porekla in etnične pripadnosti, da bi jih ločili od poljskih in krščanskih vrstnikov. Zaradi svojih mnenj in drugih dejanj proti antisemitskim študentom je bil  predmet mnogih napadov, vključno z metanjem jajc in pokvarjeno hrano vanj ali prinosom prašiča z napisom »Bartel« poljskih nacionalistov na območje univerze.
Leta 1932 je kot priča pričal na brestovskem procesu, ki je trajal od 26. oktobra 1931 do 13. januarja 1932 in je potekal na Okrožnem sodišču v Varšavi, kjer so sodili voditeljem Centrolewa, »levosredinskega« političnega opozicijskega gibanja proti Sanaciji. Leta 1937 je predsednik imenoval Bartla za poljskega senatorja namesto umrlega Emila Bobrowskega in je služboval do izbruha 2. svetovne vojne. Jeseni 1938 je bil med podpisniki dokumenta, naslovljenega na predsednika Mościckega, ki je zahteval vključitev predstavnikov opozicije v vlado v zvezi z ogroženostjo neodvisnosti države. Dokument je predvideval tudi amnestijo za opozicijske politike, ki so bili prisiljeni v izgnanstvo ali zaprti po brestovskem procesu. Bartel je Mościckemu predal memorandum, vendar se Mościcki na predloge ni odzval. Februarja 1939 je imel Bartel govor v Senatu, ki je v državi pridobil široko javnost. V njem je ostro kritiziral razmere na univerzah in visokih šolah po Poljski. Omenil je tamkajšnji razširjeni antisemitizem in neuspešno organizacijo študija, predmetov in tečajev.

## 2. svetovna vojna
Septembra 1939, med obrambo Lvova tik pred napadom nemških čet, je Bartel deloval kot vodja Državljanskega odbora. Ko je Lvov zasedla Sovjetska zveza, so mu dovolili nadaljevati predavanja na Politehniki. Julija 1940 so ga skupaj z mnogimi drugimi politiki in profesorji poklicali v Moskvo, kjer je sodeloval na srečanju vsekomitejev univerz Sovjetske zveze. Pogovori in teme so omenile predvsem sorodna znanstvena vprašanja in Bartel je podpisal pogodbo z založbo, da napiše učbenik znanosti in geometrije za šole Sovjetske zveze. Obiskal je tudi znanstvene in kulturne ustanove, kot sta Tretjakovska galerija in Arhitekturni inštitut. Obstaja nekaj nasprotujočih si poročil o tem, ali so mu sovjeti med njegovim bivanjem v Moskvi ponudili politično sodelovanje. Po mnenju nekaterih njegovih najbližjih prijateljev je Stalin izdal predlog za oblikovanje nove poljske vlade, vendar ga je Bartel zavrnil. Kot je pisal svoji ženi 16. julija 1941: »S poslušanjem zasebnih pogovorov častnikov sklepam, da bodo moj položaj predsednika vlade morda obudili, toda kako velika dolžnost bo to nadzorovati razcepljeno, komunistično državo. V Moskvi z Josifom Stalinom sem imel veselje izvedeti nove informacije z Zahoda – govor Winstona Churchilla Władysławu Sikorskemu o domnevni prihodnosti Poljske.«
Ena od izdaj »Pariških zgodovinskih zvezkov« je opisala vsebino pisma, poslanega nemškemu zunanjemu ministrstvu. Navajala je, da je Müller, namestnik vodje varnostne policije in varnostne službe (Reinhard Heydrich), verjel, da se je Bartel v začetku leta 1941 pogajal s sovjetskimi oblastmi o ustanovitvi nove države, ki naj bi skupaj s Sovjetsko zvezo napovedala vojno nacistični Nemčiji. Podobne informacije je mogoče najti med drugim v telegramu, ki ga je poljski odpravnik poslov v Švici poslal Ministrstvu za zunanje zadeve v Londonu 26. septembra 1940: »Verjamemo, da namerava moskovski profesor Bartel ustvariti rdečo vlado Poljske.« Vendar se ta informacija nikoli ni izkazala za resnično. Medtem je Maria Bartlowa, žena nekdanjega predsednika vlade, izjavila, da se je njen mož o izidu svoje nove knjige predavanj pogovarjal le s sovjeti. Splošno prepričanje je tudi, da Bartel nikoli ni osebno srečal Stalina.
Predsednik vlade v izgnanstvu v Londonu, general Sikorski, je nameraval sodelovati z Bartlom in ga imenovati za veleposlanika. Sikorski ga je prepoznal kot enega redkih ljudi iz nekdanjih političnih krogov, ki bi pristali na sodelovanje pod pogoji britanske vlade. 19. junija 1941 je Sikorski na seji Sveta ministrov uradno poročal o Bartlovi kandidaturi. Odločitev je bila motivirana s politično lojalnostjo nekdanjega predsednika vlade, pa tudi z njegovimi uspešnimi prizadevanji za ohranitev poljskega značaja Politehnike v Lvovu pod sovjetsko okupacijo. Sikorskemu Bartla v Sovjetski zvezi ni uspelo najti, namesto njega pa so za veleposlanika imenovali Stanisława Kota.

### Aretacija in smrt
30. junija 1941, kmalu po začetku nemške invazije na Sovjetsko zvezo je Wehrmacht vstopil v Lvov. Bartla so aretirali 2. julija na srečanju s sodelavci na univerzi. Šestintrideset drugih kolegov na fakulteti so aretirali naslednjo noč. Bartla so najprej odpeljali v gestapovski zapor na Ulici Pelczyńska. Tam so z njim, kot je omenil sojetnik Antoni Stefanowicz, ustrezno ravnali. Nekdanji predsednik vlade je lahko od svoje žene sprejemal in pošiljal pisma in matematične knjige ter referate. Lahko mu je prinašala hrano od doma. Tedaj Bartla niso zaslišali, ker je bilo nekaj vprašanj glede obtožb Gestapa. 21. julija pa so ga premestili v Zapor na Ulici Łąckega, kjer so z njim ravnali slabo. Stražarji so ga imenovali 'komi-Jud', kot je poročal Stefanowicz, nacistični uradniki so Bartlu ukazali, naj očisti škornje ukrajinskega vojaka Hilfsgestapa. Stefanowicz je poročal, da je bil Bartel duševno uničen in ni mogel razumeti bistva tragedije.
Po nekaterih virih so nacistični uradniki predlagali ustanovitev poljske marionetne vlade, ki bi bila odvisna od rajha. Takšne informacije je podal general Sikorski na tiskovni konferenci v Kairu novembra 1941 (na poti v Moskvo). Po njegovi različici je Bartel to zavrnil in so ga po ukazu Heinricha Himmlerja usmrtili 26. julija 1941 ob zori. Verjetno so ga ustrelili blizu Piaski Janowskie v sklopu pokola lvovskih profesorjev. Ker so ji v soboto, 26. junija, prepovedali dnevno dostavo hrane možu, je Bartlova žena izvedela za njegovo smrt naslednji ponedeljek.
Po eni pripovedi je ponoči oktobra 1943 Sonderkommando, sestavljen iz judovskih zapornikov, izkopal trupla umorjenih poljskih profesorjev, ki so bila shranjena v množičnem grobu. Izvedeno je bilo za odstranitev sledi umora v povezavi s približevanjem sovjetskih enot. 9. oktobra 1943 so trupla zložili na kup. Zaporniki so bili prisiljeni vzeti vse osebne stvari in oblačila, vključno z dokumenti Kazimierza Bartla in profesorja Tadeusza Ostrowskega. Kasneje so kup trupel zažgali in v naslednjih dneh je Sonderkommando raztresel pepel po okoliških poljih.
Leta 1966, ob 25. obletnici usmrtitve lvovskih profesorjev, so na Cerkvi svetega Frančiška Asiškega v Krakovu postavili ploščo z imeni žrtev nacizma. Ob spomeniku je tudi ločen epitaf v čast Kazimierzu Bartlu.

## Po smrti
Zavedajoč se pomena, ki ga je Bartel dal svojemu delu o perspektivi, je njegova žena po njegovi smrti rešila njegov rokopis z beračenjem pri nacističnih uradnikih. Bartlovo knjižnico knjig so skupaj z nekaterimi deli pohištva poslali v Nemčijo ali pa jih sežgali z njegovimi osebnimi dokumenti. Njegovo drugo knjigo naj bi izdal najprej v nemščini B. G. Teubner, ki naj bi založbi Książnica-Atlas posredoval negative za poljsko izdajo. Vendar je vojna zadržala tiskanje in na koncu povzročila uničenje vsega gradiva. V 1950-ih je drugo knjigo rekonstruiral profesor F. Otto z Univerze v Gdansku z uporabo ohranjenega rokopisa in tiskarskih korektur, ki jih je Teubner poslal Bartlu v odobritev. Knjiga se je ukvarjala z geometrijsko analizo slik, umetniško rekonstrukcijo geometrije, prikazane na slikah, in sledenjem umetnostni zgodovini z uporabo načel njegove teorije perspektive. Enotno serijo je izdala Polskie Wydawnictwo Naukowe, drugo knjigo leta 1958 in prvi zvezek leta 1960.

## Časti in nagrade
Med drugim je bil odlikovan z redom belega orla (1932) za izjemne dosežke, francosko legijo časti (I. razred), križem za hrabrost, križem osamosvojitve in srebrni križ vojaškega reda Virtuti Militari (1922).